# Lista de episódios de Dynasty
Dynasty é um reboot de uma baseada na série de 1980 de mesmo nome. Desenvolvida por Josh Schwartz, Stephanie Savage e Sallie Patrick, a nova série é estrelada por Elizabeth Gillies como Fallon Carrington, Grant Show como seu pai, Blake Carrington, Nathalie Kelley como a nova esposa de Blake, Cristal, James Mackay como seu filho Steven, com Robert Christopher Riley como o motorista Michael Culhane, Sam Adegoke como Jeff Colby, Rafael de la Fuente como Samuel Josiah 'Sammy Jo' Jones, sobrinho de Cristal e noivo de Steven, e Alan Dale como Joseph Anders, o mordomo dos Carringtons.
O piloto, que foi anunciado em setembro de 2016, foi encomendado em maio de 2017. Dynasty estreou em 11 de outubro de 2017, na The CW, nos Estados Unidos, e na Netflix internacionalmente um dia depois. Em 8 de novembro de 2017, The CW encomendou a série para uma temporada completa de 22 episódios. Em 2 de abril de 2018, a CW renovou a série para uma segunda temporada. Em 31 de janeiro de 2019, The CW renovou a série para uma terceira temporada, que estreou em 11 de outubro de 2019.Dynasty foi renovada para uma quarta temporada que estreou em 7 de maio de 2021. Em 3 de fevereiro de 2021, a série foi renovada para uma quinta temporada.

## Resumo
| Temporada | Temporada | Episódios | Episódios | Originalmente exibido  | Originalmente exibido  |
| Temporada | Temporada | Episódios | Episódios | Estreia da temporada   | Final da temporada     |
| --------- | --------- | --------- | --------- | ---------------------- | ---------------------- |
|           | 1         | 22        | 22        | 11 de outubro de 2017  | 11 de maio de 2018     |
|           | 2         | 22        | 22        | 12 de outubro de 2018  | 24 de maio de 2019     |
|           | 3         | 20        | 20        | 11 de outubro de 2019  | 8 de maio de 2020      |
|           | 4         | 22        | 22        | 7 de maio de 2021      | 1 de outubro de 2021   |
|           | 5         | 22        | 22        | 20 de dezembro de 2021 | 16 de setembro de 2022 |

## Episódios

### 1.ª temporada (2017–2018)
| N.º na série | N.º na temp. | Título                                                                                   | Dirigido por        | Escrito por                                       | Exibição original      | Audiência (milhões) |
| ------------ | ------------ | ---------------------------------------------------------------------------------------- | ------------------- | ------------------------------------------------- | ---------------------- | ------------------- |
| 1            | 1            | "I Hardly Recognized You" "(Quase Não te Reconheci)" (BR)                                | Brad Silberling     | Sallie Patrick & Josh Schwartz & Stephanie Savage | 11 de outubro de 2017  | 1.26                |
| 2            | 2            | "Spit It Out" "(Reunião de Família)" (BR)                                                | Michael A. Allowitz | Sallie Patrick                                    | 18 de outubro de 2017  | 0.92                |
| 3            | 3            | "Guilt is for Insecure People" "(Culpa é para Gente Insegura)" (BR)                      | Kellie Cyrus        | Ali Adler                                         | 25 de outubro de 2017  | 0.72                |
| 4            | 4            | "Private as a Circus" "(Particular como um Circo)" (BR)                                  | Kevin Sullivan      | Jenna Richman                                     | 1 de novembro de 2017  | 0.74                |
| 5            | 5            | "Company Slut" "(Vadia da Empresa)" (BR)                                                 | Cherie Nowlan       | Christopher Fife                                  | 8 de novembro de 2017  | 0.72                |
| 6            | 6            | "I Exist Only for Me" "(Só Existo para Mim)" (BR)                                        | Lee Rose            | Kevin Garnett                                     | 15 de novembro de 2017 | 0.64                |
| 7            | 7            | "A Taste of Your Own Medicine" "(O Gosto do Próprio Veneno)" (BR)                        | Matt Earl Beesley   | Jay Gibson                                        | 29 de novembro de 2017 | 0.64                |
| 8            | 8            | "The Best Things in Life" "(As Melhores Coisas da Vida)" (BR)                            | Pascal Verschooris  | Francisca X. Hu                                   | 6 de dezembro de 2017  | 0.64                |
| 9            | 9            | "Rotten Things" "(Coisas Horríveis)" (BR)                                                | Brad Silberling     | Paula Sabbaga                                     | 13 de dezembro de 2017 | 0.69                |
| 10           | 10           | "A Well-Dressed Tarantula" "(Uma Tarântula Bem Vestida)" (BR)                            | Kenny Leon          | Adele Lim                                         | 17 de janeiro de 2018  | 0.63                |
| 11           | 11           | "I Answer to No Man" "(Eu Não Obedeço a Homem Algum)" (BR)                               | Steven A. Adelson   | Gladys Rodriguez                                  | 24 de janeiro de 2018  | 0.56                |
| 12           | 12           | "Promises You Can't Keep" "(Promessas Impossíveis de Cumprir)" (BR)                      | Matt Earl Beesley   | Jenna Richman                                     | 31 de janeiro de 2018  | 0.65                |
| 13           | 13           | "Nothing But Trouble" "(Sempre Encrencado)" (BR)                                         | Matt Earl Beesley   | Jenna Richman                                     | 7 de fevereiro de 2018 | 0.65                |
| 14           | 14           | "The Gospel According to Blake Carrington" "(O Evangelho Segundo Blake Carrington)" (BR) | Dawn Wilkinson      | Francisca X. Hu & Paula Sabbaga                   | 9 de março de 2018     | 0.64                |
| 15           | 15           | "Our Turn Now" "(Chegou a Nossa Vez)" (BR)                                               | Matt Earl Beesley   | Libby Wells                                       | 16 de março de 2018    | 0.60                |
| 16           | 16           | "Poor Little Rich Girl" "(Pobre Menininha Rica)" (BR)                                    | Kenny Leon          | Jenna Richman & Ali Adler                         | 23 de março de 2018    | 0.63                |
| 17           | 17           | "Enter Alexis" "(A Volta de Alexis)" (BR)                                                | Jeffrey W. Byrd     | Sallie Patrick & Christopher Fife                 | 30 de março de 2018    | 0.69                |
| 18           | 18           | "Don't Con a Con Artist" "(Não Engane o Trapaceiro)" (BR)                                | Carl Seaton         | Kevin A. Garnett & Paula Sabbaga                  | 6 de abril de 2018     | 0.71                |
| 19           | 19           | "Use or Be Used" "(Usar ou ser Usada)" (BR)                                              | Viet Nguyen         | Jake Coburn & Jay Gibson                          | 20 de abril de 2018    | 0.56                |
| 20           | 20           | "A Line from the Past" "(Frase do Passado)" (BR)                                         | Pascal Verschooris  | Jenna Richman & Francisca X. Hu                   | 27 de abril de 2018    | 0.68                |
| 21           | 21           | "Trashy Little Tramp" "(Vadia Ordinária)" (BR)                                           | Brandi Bradburn     | Christopher Fife & Kevin A. Garnett               | 4 de maio de 2018      | 0.55                |
| 22           | 22           | "Dead Scratch" "(Começando do Zero)" (BR)                                                | Michael A. Allowitz | Sallie Patrick & Libby Wells                      | 11 de maio de 2018     | 0.56                |

### 2.ª temporada (2018–2019)
| N.º na série | N.º na temp. | Título                                                                    | Dirigido por        | Escrito por                              | Exibição original      | Audiência (milhões) |
| ------------ | ------------ | ------------------------------------------------------------------------- | ------------------- | ---------------------------------------- | ---------------------- | ------------------- |
| 23           | 1            | "Twenty-Three Skidoo" "(Tudo que é Bom Dura Pouco)" (BR)                  | Matt Earl Beesley   | Sallie Patrick & Christopher Fife        | 12 de outubro de 2018  | 0.64                |
| 24           | 2            | "Ship of Vipers" "(Ninho de Cobras)" (BR)                                 | Kenny Leon          | Josh Reims & Jenna Richman               | 19 de outubro de 2018  | 0.61                |
| 25           | 3            | "The Butler Did It" "(O Mordomo é o Culpado)" (BR)                        | Pascal Verschooris  | David M. Israel & Paula Sabbaga          | 26 de outubro de 2018  | 0.56                |
| 26           | 4            | "Snowflakes in Hell" "(Vai Nevar no Inferno)" (BR)                        | Mary Lou Belli      | Francisca X. Hu & Audrey Villalobos Karr | 2 de novembro de 2018  | 0.55                |
| 27           | 5            | "Queen of Cups" "(Rainha de Copas)" (BR)                                  | Jeffrey W. Byrd     | Kevin A. Garnett & Jay Gibson            | 9 de novembro de 2018  | 0.60                |
| 28           | 6            | "That Witch" "(Aquela Bruxa)" (BR)                                        | Tessa Blake         | Josh Reims & Libby Wells                 | 16 de novembro de 2018 | 0.66                |
| 29           | 7            | "A Temporary Infestation" "(Praga Temporária)" (BR)                       | Michael A. Allowitz | Jenna Richman                            | 30 de novembro de 2018 | 0.63                |
| 30           | 8            | "A Real Instinct for the Jugular" "(Instinto Para Atacar a Jugular)" (BR) | Matt Earl Beesley   | David M. Israel & Francisca X. Hu        | 7 de dezembro de 2018  | 0.56                |
| 31           | 9            | "Crazy Lady" "(A Louca)" (BR)                                             | Melanie Mayron      | Christopher Fife & Paula Sabbaga         | 21 de dezembro de 2018 | 0.63                |
| 32           | 10           | "A Champagne Mood" "(No Clima Para Champanhe)" (BR)                       | Michael Allowitz    | Josh Reims & Kevin A. Garnett            | 18 de janeiro de 2019  | 0.59                |
| 33           | 11           | "The Sight Of You" "(Não Suporto Olhar Para Você)" (BR)                   | Matt Earl Beesley   | David M. Israel & Aubrey Villalobos Karr | 25 de janeiro de 2019  | 0.58                |
| 34           | 12           | "Filthy Games" "(Jogos Sujos)" (BR)                                       | Geary McLeod        | Francisca X. Hu & Libby Wells            | 1 de fevereiro de 2019 | 0.60                |
| 35           | 13           | "Even Worms Can Procreate" "(Até os Vermes Procriam)" (BR)                | Viet Nguyen         | Christopher Fife & Jay Gibson            | 8 de fevereiro de 2019 | 0.61                |
| 36           | 14           | "Parisian Legend Has It…" "(Assim Diz a Lenda Parisiense)" (BR)           | Pascal Verschooris  | Patrick & Jenna Richman                  | 15 de março de 2019    | 0.47                |
| 37           | 15           | "Motherly Overprotectiveness" "(Superproteção Materna)" (BR)              | Brandi Bradburn     | David M. Isreal & Paula Sabbaga          | 22 de março de 2019    | 0.55                |
| 38           | 16           | "Miserably Ungrateful Men" "(Desgraçadamente Ingratos)" (BR)              | Jeff Byrd           | Garrett Oakley & Bryce Schramm           | 29 de março de 2019    | 0.52                |
| 39           | 17           | "How Two-Faced Can You Get" "(Quão Duas Caras Você Pode Ser?)" (BR)       | Joanna Kerns        | Christopher Fife & Kevin A. Garnett      | 19 de abril de 2019    | 0.55                |
| 40           | 18           | "Life Is A Masquerade Party" "(A Vida é Uma Festa de Máscaras)" (BR)      | Jeff Byrd           | Josh Reims & Aubrey Villalobos           | 26 de abril de 2019    | 0.49                |
| 41           | 19           | "This Illness of Mine" "(Esta Minha Doença)" (BR)                         | Matt Earl Beesley   | Jay Gibson & Francisca X. Hu             | 3 de maio de 2019      | 0.39                |
| 42           | 20           | "New Lady In Town" "(Uma Nova Mulher na Cidade)" (BR)                     | Elodie Keene        | David Israel                             | 10 de maio de 2019     | 0.42                |
| 43           | 21           | "Thicker Than Money" "(Mais Importante do que Dinheiro)" (BR)             | Ken Fink            | Jenna Richman & Kevin A. Garnett         | 17 de maio de 2019     | 0.47                |
| 44           | 22           | "Deception, Jealousy, and Lies" "(O Engano, a Inveja e as Mentiras)" (BR) | Michael Allowitz    | Christopher Fife & Paula Sabbaga         | 24 de maio de 2019     | 0.53                |

### 3.ª temporada (2019–2020)
| N.º na série | N.º na temp. | Título                                                                                         | Dirigido por        | Escrito por            | Exibição original       | Audiência (milhões) |
| ------------ | ------------ | ---------------------------------------------------------------------------------------------- | ------------------- | ---------------------- | ----------------------- | ------------------- |
| 45           | 1            | "Guilt Trip to Alaska" "(Culpa e Drama)" (BR)                                                  | Michael A. Allowitz | Josh Reims             | 11 de outubro de 2019   | 0.45                |
| 46           | 2            | "Caution Never Won A War" "(Com Cautela Não se Ganha a Guerra)" (BR)                           | Melanie Mayron      | David M. Israel        | 18 de outubro de 2019   | 0.41                |
| 47           | 3            | "Wild Ghost Chase" "(Caça ao Fantasma)" (BR)                                                   | Jeff Byrd           | Christopher Fife       | 25 de outubro de 2019   | 0.42                |
| 48           | 4            | "Something Desperate" "(Exigência Arriscada)" (BR)                                             | Kenny Leon          | Jenna Richman          | 1 de novembro de 2019   | 0.35                |
| 49           | 5            | "Mother? I'm at La Mirage" "(Mãe? Estou no La Mirage)" (BR)                                    | Brandi Bradburn     | Liz Sczudlo            | 8 de novembro de 2019   | 0.35                |
| 50           | 6            | "A Used Up Memory" "(Lembranças)" (BR)                                                         | Matt Earl Beesley   | Kevin A. Garnett       | 15 de novembro de 2019  | 0.38                |
| 51           | 7            | "Shoot from the Hip" "(Ação de Graças)" (BR)                                                   | Geoff Shotz         | Paula Sabbaga          | 22 de novembro de 2019  | 0.44                |
| 52           | 8            | "The Sensational Blake Carrington Trial" "(O Sensacional Julgamento de Blake Carrington)" (BR) | Melanie Mayron      | Francisca X. Hu        | 6 de dezembro de 2019   | 0.37                |
| 53           | 9            | "The Caviar, I Trust, Is Not Burned" "(Espero que o Caviar Não Tenha Queimado)" (BR)           | Jeff Byrd           | Aubrey Villalobos Karr | 17 de janeiro de 2020   | 0.34                |
| 54           | 10           | "What Sorrows Are You Drowning?" "(Afogando as Mágoas)" (BR)                                   | Pascal Verschooris  | Libby Wells            | 24 de janeiro de 2020   | 0.34                |
| 55           | 11           | "A Wound That May Never Heal" "(Uma Ferida que Talvez Nunca Cicatrize)" (BR)                   | Brandi Bradburn     | Bryce Schramm          | 31 de janeiro de 2020   | 0.34                |
| 56           | 12           | "Battle Lines" "(Frentes de Batalha)" (BR)                                                     | Matt Earl Beesley   | Christopher Fife       | 7 de fevereiro de 2020  | 0.31                |
| 57           | 13           | "You See Most Things in Terms of Black & White" "(Sem Meio Termo')'" (BR)                      | Heather Tom         | David M. Israel        | 21 de fevereiro de 2020 | 0.32                |
| 58           | 14           | "That Wicked Stepmother" "(Madrasta Má)" (BR)                                                  | Brandi Bradburn     | Garrett Oakley         | 28 de fevereiro de 2020 | 0.34                |
| 59           | 15           | "Up a Tree" "(Em Cima da Árvore)" (BR)                                                         | Andi Behring        | Jenna Richman          | 27 de março de 2020     | 0.32                |
| 60           | 16           | "Is the Next Surgery on the House?" "(Cirurgia)" (BR)                                          | Michael A. Allowitz | Liz Sczudlo            | 3 de abril de 2020      | 0.32                |
| 61           | 17           | "She Cancelled..." "(Ela Cancelou)" (BR)                                                       | Pascal Verschooris  | Kevin A. Garnett       | 10 de abril de 2020     | 0.38                |
| 62           | 18           | "You Make Being a Priest Sound Like Something Bad" "(Nos Braços de um Padre)" (BR)             | Elodie Keene        | Aubrey Villalobos Karr | 17 de abril de 2020     | 0.30                |
| 63           | 19           | "Robin Hood Rescues" "(Resgate)" (BR)                                                          | Jeff Byrd           | Paula Sabbaga          | 1 de maio de 2020       | 0.32                |
| 64           | 20           | "My Hangover's Arrived" "(Despedida de Solteira)" (BR)                                         | Gina Lamar          | Francisca X. Hu        | 8 de maio de 2020       | 0.37                |

### 4.ª temporada (2021)
| N.º na série | N.º na temp. | Título                                                                                        | Dirigido por        | Escrito por                   | Exibição original      | Audiência (milhões) |
| ------------ | ------------ | --------------------------------------------------------------------------------------------- | ------------------- | ----------------------------- | ---------------------- | ------------------- |
| 65           | 1            | "That Unfortunate Dinner" "(Aquele Jantar Infeliz)" (BR)                                      | Michael A. Allowitz | Libby Wells                   | 7 de maio de 2021      | 0.24                |
| 66           | 2            | "Vows Are Still Sacred" "(Os Votos Ainda São Sagrados)" (BR)                                  | Michael A. Allowitz | Josh Reims & Jenna Richman    | 14 de maio de 2021     | 0.25                |
| 67           | 3            | "The Aftermath" "(O Dia Seguinte)" (BR)                                                       | Pascal Verschooris  | Christopher Fife              | 21 de maio de 2021     | 0.24                |
| 68           | 4            | "Everybody Loves The Carringtons" "(Todo Mundo Adora os Carringtons)" (BR)                    | Andi Behring        | David M. Israel               | 28 de maio de 2021     | 0.19                |
| 69           | 5            | "New Hopes, New Beginnings" "(Novas Esperanças, Novos Começos)" (BR)                          | Geary McLeod        | Jason Ganzel                  | 4 de junho de 2021     | 0.23                |
| 70           | 6            | "A Little Father-Daughter Chat" "(Conversa Entre Pai e Filha)" (BR)                           | Star Barry          | Aubrey Villalobos Karr        | 11 de junho de 2021    | 0.25                |
| 71           | 7            | "The Birthday Party" "(A Festa de Aniversário)" (BR)                                          | Kenny Leon          | Katrina Cabrera Ortega        | 18 de junho de 2021    | 0.28                |
| 72           | 8            | "Your Sick and Self-Serving Vendetta" "(Uma Vingança Doentia e Egoísta)" (BR)                 | Melanie Mayron      | Libby Wells                   | 25 de junho de 2021    | 0.23                |
| 73           | 9            | "Equal Justice for the Rich" "(Justiça para os Ricos)" (BR)                                   | Melanie Mayron      | Bryce Schramm                 | 2 de julho de 2021     | 0.20                |
| 74           | 10           | "I Hate to Spoil Your Memories" "(Celebrando Novas Lembranças)" (BR)                          | Ayoka Chenzira      | Elaine Loh                    | 16 de julho de 2021    | 0.26                |
| 75           | 11           | "A Public Forum for Her Lies" "(Opinião Pública)" (BR)                                        | Jay Karas           | Liz Sczudlo                   | 23 de julho de 2021    | 0.25                |
| 76           | 12           | "Everything but Facing Reality" "(Tudo Menos a Verdade)" (BR)                                 | Brandi Bradburn     | Garrett Oakley                | 30 de julho de 2021    | 0.26                |
| 77           | 13           | "Go Rescue Someone Else" "(Mais Alguém Precisa de Ajuda)" (BR)                                | Heather Tom         | Josh Reims e Christopher Fife | 6 de agosto de 2021    | 0.25                |
| 78           | 14           | "But I Don't Need Therapy" "(Não Precisamos de Terapia)" (BR)                                 | Brandi Bradburn     | Aubrey Villalobos Kar         | 13 de agosto de 2021   | 0.31                |
| 79           | 15           | "She Lives in a Showplace Penthouse" "(Uma Cobertura para Chamar de Sua)" (BR)                | Heather Tom         | Katrina Cabrera Ortega        | 20 de agosto de 2021   | 0.28                |
| 80           | 16           | "The British Are Coming" "(Uma Visita de Londres)" (BR)                                       | Grant Show          | David M. Israel               | 27 de agosto de 2021   | 0.18                |
| 81           | 17           | "Stars Make You Smile" "(A Felicidade Vem das Estrelas)" (BR)                                 | Michael A. Allowitz | Jason Ganzel                  | 3 de setembro de 2021  | 0.22                |
| 82           | 18           | "A Good Marriage in Every Sense" "(Um Bom Casamento em Todos os Sentidos)" (BR)               | Elizabeth Gillies   | Bryce Schramm                 | 10 de setembro de 2021 | 0.26                |
| 83           | 19           | "Everything Looks Wonderful, Joseph" "(Está Tudo Ótimo, Joseph)" (BR)                         | Brandon Lott        | Libby Wells                   | 17 de setembro de 2021 | 0.25                |
| 84           | 20           | "You Vicious, Miserable Liar" "(Mentiras Descaradas)" (BR)                                    | Robbie Countryman   | Elaine Loh                    | 24 de setembro de 2021 | 0.30                |
| 85           | 21           | "Affairs of State and Affairs of the Heart" "(Assuntos do Estado e do Coração)" (BR)          | Geoff Shotz         | Liz Sczudlo                   | 24 de setembro de 2021 | 0.21                |
| 86           | 22           | "Filled With Manipulations and Deceptions" "(Manipulações e Enganos por Todos os Lados)" (BR) | Pascal Verschooris  | Josh Reims & Garrett Oakley   | 1 de outubro de 2021   | 0.22                |

### 5.ª temporada (2021–2022)
| N.º na série | N.º na temp. | Título                                     | Dirigido por        | Escrito por                      | Exibição original      | Audiência (milhões) |
| ------------ | ------------ | ------------------------------------------ | ------------------- | -------------------------------- | ---------------------- | ------------------- |
| 87           | 1            | "Let's Start Over Again"                   | Michael A. Allowitz | Christopher Fife                 | 20 de dezembro de 2021 | 0.38                |
| 88           | 2            | "That Holiday Spirit"                      | Kenny Leon          | Aubrey Villalobos Karr           | 20 de dezembro de 2021 | 0.31                |
| 89           | 3            | "How Did The Board Meeting Go?"            | Pascal Verschooris  | David Israel                     | 11 de março de 2022    | 0.25                |
| 90           | 4            | "Go Catch Your Horse"                      | Star Barry          | Libby Wells                      | 18 de março de 2022    | 0.28                |
| 91           | 5            | "A Little Fun Wouldn't Hurt"               | Andi Behring        | Elaine Loh                       | 25 de março de 2022    | 0.20                |
| 92           | 6            | "Devoting All of Her Energy to Hate"       | Brandi Bradburn     | Liz Sczudlo                      | 1 de abril de 2022     | 0.23                |
| 93           | 7            | "A Real Actress Could Do It"               | Ayoka Chenzira      | Bryce Schramm                    | 8 de abril de 2022     | 0.28                |
| 94           | 8            | "The Only Thing That Counts Is Winning"    | Heather Tom         | Chris Erric Maddox               | 15 de abril de 2022    | 0.26                |
| 95           | 9            | "A Friendly Kiss Between Friends"          | SM Main-Muñoz       | Garrett Oakley                   | 29 de abril de 2022    | 0.22                |
| 96           | 10           | "Mind Your Own Business"                   | Heather Tom         | Katrina Cabrera Ortega           | 6 de maio de 2022      | 0.21                |
| 97           | 11           | "I'll Settle for a Prayer"                 | Brandi Bradburn     | India Sage Wilson                | 13 de maio de 2022     | 0.20                |
| 98           | 12           | "There's No Need to Panic"                 | Robin Givens        | David M. Israel                  | 20 de maio de 2022     | 0.21                |
| 99           | 13           | "Do You Always Talk to Turtles"            | Andi Behring        | Malcolm Boomer & Chava Friedberg | 27 de maio de 2022     | 0.23                |
| 100          | 14           | "Vicious Vendetta"                         | Pascal Verschooris  | Josh Reims & Christopher Fife    | 3 de junho de 2022     | 0.23                |
| 101          | 15           | "Ben"                                      | Brandon Lott        | Bryce Schramm                    | 24 de junho de 2022    | 0.25                |
| 102          | 16           | "My Family, My Blood"                      | Robbie Countryman   | Elaine Loh                       | 1 de julho de 2022     | 0.22                |
| 103          | 17           | "There's No One Around to Watch You Drown" | Grant Show          | Liz Sczudlo                      | 8 de julho de 2022     | 0.28                |
| 104          | 18           | "A Writer of Dubious Talent"               | Heather Tom         | Katrina Cabrera Ortega           | 5 de agosto de 2022    | 0.24                |
| 105          | 19           | "But a Drug Scandal?"                      | Elizabeth Gillies   | Aubrey Villalobos Karr           | 12 de agosto de 2022   | 0.22                |
| 106          | 20           | "First Kidnapping and Now Theft"           | Pat Santana         | Chris Erric Maddox               | 2 de setembro de 2022  | 0.18                |
| 107          | 21           | "More Power to Her"                        | Michael A. Allowitz | Libby Wells                      | 9 de setembro de 2022  | 0.17                |
| 108          | 22           | "Catch 22"                                 | Pascal Verschooris  | Josh Reims & Garrett Oakley      | 16 de setembro de 2022 | ASD                 |

## Audiência
| Temporada | Temporada | Ep. 1 | Ep. 2 | Ep. 3 | Ep. 4 | Ep. 5 | Ep. 6 | Ep. 7 | Ep. 8 | Ep. 9 | Ep. 10 | Ep. 11 | Ep. 12 | Ep. 13 | Ep. 14 | Ep. 15 | Ep. 16 | Ep. 17 | Ep. 18 | Ep. 19 | Ep. 20 | Ep. 21 | Ep. 22 |
| --------- | --------- | ----- | ----- | ----- | ----- | ----- | ----- | ----- | ----- | ----- | ------ | ------ | ------ | ------ | ------ | ------ | ------ | ------ | ------ | ------ | ------ | ------ | ------ |
|           | 1         | 1260  | 920   | 720   | 740   | 720   | 640   | 640   | 640   | 690   | 630    | 560    | 650    | 650    | 640    | 600    | 630    | 690    | 710    | 560    | 680    | 550    | 560    |
|           | 2         | 640   | 610   | 560   | 550   | 600   | 660   | 630   | 560   | 630   | 590    | 580    | 600    | 660    | 470    | 550    | 520    | 550    | 490    | 390    | 420    | 470    | 530    |
|           | 3         | 450   | 410   | 420   | 350   | 350   | 380   | 440   | 370   | 340   | 340    | 340    | 310    | 320    | 340    | 320    | 320    | 380    | 300    | 320    | 370    | N/A    | N/A    |
|           | 4         | 240   | 250   | 240   | 190   | 230   | 250   | 280   | 230   | 200   | 260    | 250    | 260    | 250    | 310    | 280    | 180    | 220    | 260    | 250    | 300    | 210    | 220    |
|           | 5         | 380   | 310   | 250   | N/A   | N/A   | N/A   | N/A   | N/A   | N/A   | N/A    | N/A    | N/A    | N/A    | N/A    | N/A    | N/A    | N/A    | N/A    | N/A    | N/A    | N/A    | N/A    |